# Andrew Sarris
Andrew Sarris (Brooklyn, 31 de outubro de 1928 — Manhattan, 20 de junho de 2012) foi um crítico de cinema estadunidense, um dos principais defensores da teoria cinematográfica auteur.